# Australian Championships 1931 - Singolare femminile
Coral Buttsworth ha sconfitto in finale Marjorie Crawford con il punteggio di 1–6, 6–3, 6–4.

## Tabellone

### Legenda
| - Q = Qualificato - WC = Wild card - LL = Lucky loser | - ALT = Alternate - SE = Special Exempt - PR = Protected Ranking | - w/o = Walkover - r = Ritirato - d = Squalificato |

### Fase finale
|  | Quarti di finale       | Quarti di finale       | Quarti di finale       | Quarti di finale | Quarti di finale |  |  | Semifinali           | Semifinali           | Semifinali        | Semifinali        | Semifinali |   |   | Finale           | Finale           | Finale | Finale | Finale |  |
|  |                        |                        |                        |                  |                  |  |  |                      |                      |                   |                   |            |   |   |                  |                  |        |        |        |  |
|  | Coral Buttsworth       | Coral Buttsworth       | Coral Buttsworth       | 6                | 6                |  |  |                      |                      |                   |                   |            |   |   |                  |                  |        |        |        |  |
|  | Frances Hoddle-Wrigley | Frances Hoddle-Wrigley | Frances Hoddle-Wrigley | 1                | 2                |  |  | Coral Buttsworth     | Coral Buttsworth     | Coral Buttsworth  | 0                 | 6          |   |   |                  |                  |        |        |        |  |
|  | Sylvia Harper          | Sylvia Harper          | Sylvia Harper          | 6                | 6                |  |  | Sylvia Harper        | Sylvia Harper        | Sylvia Harper     | 6                 | 4          |   |   |                  |                  |        |        |        |  |
|  | P. Meaney              | P. Meaney              | P. Meaney              | 1                | 2                |  |  |                      |                      |                   |                   |            |   |   | Coral Buttsworth | Coral Buttsworth | 1      | 6      | 6      |  |
|  | Marjorie Crawford      | Marjorie Crawford      | 6                      | 4                | 6                |  |  |                      |                      | Marjorie Crawford | Marjorie Crawford | 6          | 3 | 4 |                  |                  |        |        |        |  |
|  | Joan Hartigan          | Joan Hartigan          | 4                      | 6                | 4                |  |  | Marjorie Crawford    | Marjorie Crawford    | 3                 | 6                 | 7          |   |   |                  |                  |        |        |        |  |
|  | Kathrine Le Mesurier   | Kathrine Le Mesurier   | Kathrine Le Mesurier   | 6                | 6                |  |  | Kathrine Le Mesurier | Kathrine Le Mesurier | 6                 | 2                 | 5          |   |   |                  |                  |        |        |        |  |
|  | Louise Bickerton       | Louise Bickerton       | Louise Bickerton       | 1                | 3                |  |  |                      |                      |                   |                   |            |   |   |                  |                  |        |        |        |  |